# Argentit

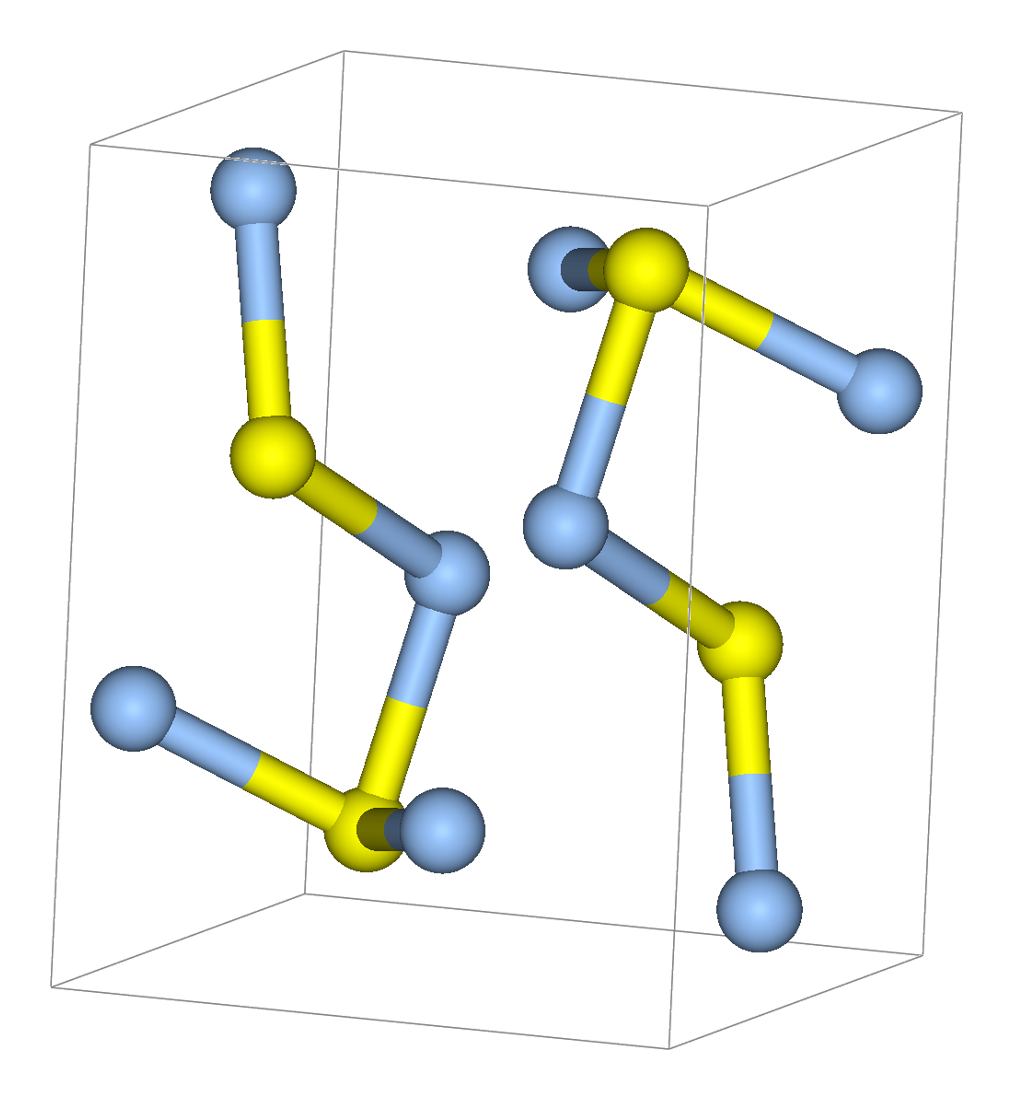
Ô mạng của argentit

Argentit là một khoáng vật bạc sulfide (Ag2S) thuộc nhóm galen, thường được tìm thấy ở dạng lập phương và tám mặt không rõ ràng, nhưng chúng thường ở dạng khối đất hoặc dạng cành cây, có màu xám chì đen và ánh kim loại. Argentit xuất hiện ở dạng mạch, và có khi được tìm thấy dạng khối lớn, như ở México và Comstock Lode ở Nevada, nó là một loại quặng bạc quan trọng. Khoáng vật này được G. Agricola đề cập năm 1529, nhưng tên argentit (từ tiếng Lat. argentum nghĩa là bạc) đã không được sử dụng cho đến năm 1845 do W. Haidinger đề nghị. Các tên cũ cho nhóm nhày như Glaserz, silver-glance và vitreous silver. Khoáng vật giàu đồng có liên quan gặp ở Jalpa, México được gọi là jalpait.
Acanthit, cũng là Ag2S, kết tinh theo hệ đơn tà và là một dạng ổn định dưới 177oC. Khi argentit nguội dưới nhiệt độ này dạng lập phương của nó biến thành dạng đơn tà của acanthit. Do vậy, chỉ acanthit là ổn định trong nhiệt độ không khí thường và chỉ có dạng này được tìm thấy trong tự nhiên.